# Tematiche trattate da The Mandalorian
Di seguito le principali tematiche trattate dalla serie televisiva statunitense The Mandalorian.

## Genitorialità e paternità
Una delle tematiche principali di The Mandalorian è la genitorialità e in particolare la paternità, rintracciabile attraverso la relazione padre-figlio tra il Mandaloriano e Grogu.  Questo aspetto si distingue rispetto alle storie precedenti di Guerre stellari, in cui i legami familiari sono stati spesso affrontati superficialmente. Personaggi come l'omicida Dart Fener, padre di Luke Skywalker, o il trascurato Galen Erso, padre di Jyn Erso, in Rogue One: A Star Wars Story, ne sono esempi. Ryan Britt di Atherly ha scritto: "per anni il franchise di Guerre stellari ha evitato di mostrare un rapporto genitore-figlio. Con Mando e Baby Yoda, finalmente qualcosa sta cambiando". Inoltre, la dinamica tra Kuiil e IG-11 introduce un ulteriore elemento alla discussione sulla genitorialità, toccando il tema dell'infantilità. Kuiil assume il ruolo di figura paterna nei confronti del droide, come dimostra la scena in cui Kuiil insegna a IG-11 come operare e funzionare dopo averlo riprogrammato. Questi legami familiari e di cura, sia tra il Mandaloriano e Grogu che tra Kuiil e IG-11, donano alla storia un senso di umanità e complessità, ponendo l'accento sulla crescita personale e l'evoluzione dei personaggi.
Secondo Kathryn VanArendonk di Vulture, la genitorialità è stata affrontata nelle storie passate di Guerre stellari, ma quasi sempre durante le fasi successive della genitorialità, a differenza di quanto accade con il Bambino in The Mandalorian. VanArendonk cita esempi come Obi-Wan Kenobi che fa da mentore all'adolescente Anakin Skywalker, Leila Organa che si lamenta del figlio Ben Solo o l'assenza dei genitori di Rey. Britt , d'altra parte, sostiene che i forti esempi di genitorialità in Guerre stellari siano importanti, poiché il franchise è spesso associato all'infanzia dei suoi fan. The Mandalorian mette in evidenza in particolare le sfide di essere un genitore single con un lavoro impegnativo. Il protagonista lotta per bilanciare il suo lavoro come cacciatore di taglie e mercenario, mentre si prende cura del Bambino. Richard Newby di The Hollywood Reporter ha descritto la serie come "le avventure di un papà single in cerca di lavoro". Numerosi critici hanno paragonato la dinamica tra il Bambino e il Mandaloriano a Lone Wolf and Cub, un manga che racconta le avventure di un guerriero samurai e del suo giovane figlio.
Il ruolo di genitore del Mandaloriano nella serie lo rende un personaggio più sensibile e più riconoscibile; cambia in modo positivo il suo atteggiamento per educare al meglio Grogu, diventando meno egoista ed egocentrico. Ha rischiato la vita e ha cambiato drasticamente la sua carriera di cacciatore di taglie per accettare la sua responsabilità di custode e tutore del Bambino, evidenziando uno dei significativi sacrifici che devono fare i genitori. Quando il Mandaloriano cerca un lavoro per guadagnare denaro, non lo fa più solo per sé stesso, ma anche per il Bambino. Per tutta la serie sono presenti diversi esempi del Mandaloriano che fa da genitore a Grogu, come quando impedisce al Bambino di premere dei pulsanti casuali nella cabina di pilotaggio della sua astronave, per poi tenerlo in grembo oppure quando il Mandaloriano sistema un seggiolino per auto per Grogu nella cabina di pilotaggio della sua nave, così che possa stare seduto in modo sicuro e confortevole durante i suoi viaggi.
Il rapporto tra il Mandaloriano e il Bambino è un esempio di paternità inaspettata. Il Mandaloriano sente una connessione e un legame parentale con il Bambino a causa della sua infanzia, quando rimase orfano e fu adottato dai mandaloriani come un "trovatello". Tuttavia, la paternità non era un ruolo che il Mandaloriano inizialmente cercava, e inizialmente compie ripetuti tentativi per evitare questa responsabilità. Lo fa per la prima volta nell'episodio Capitolo 3: Il peccato, quando lascia il Bambino con il Cliente. Lo fa di nuovo in Capitolo 4: Il rifugio, quando ha intenzione di lasciare il Bambino con Omera, una madre protettiva sul pianeta Sorgan, che è disposta a prendere il Bambino come parte della sua famiglia. Il Mandaloriano non si impegna pienamente nell'interpretare la figura paterna per il Bambino fino al finale della prima stagione, Capitolo 8: Redenzione, quando il Bambino viene anche adottato nella cultura mandaloriana come "trovatello" e il Mandaloriano viene formalmente dichiarato la sua figura paterna. Tuttavia, continua a cercare quello che secondo lui potrebbe essere un tutore più appropriato per il Bambino, come nell'episodio Capitolo 13: La Jedi in cui cerca di lasciarlo con Ahsoka Tano.
Diversi critici hanno suggerito che il volto sempre nascosto del Mandaloriano ha un effetto tabula rasa e il suo anonimato consente agli spettatori di vedere e immaginare sé stessi come genitori. Ryan Britt ha detto "ci permette di sognare quale arsenale potremmo schierare per proteggere i nostri bambini". Tuttavia, Matt Singer ha affermato che l'ambientazione della serie nello spazio, rende le sfide dell'educazione dei bambini più emozionanti ed esotiche di quanto potrebbero altrimenti essere. Anthony Breznican di Vanity Fair ha notato nella serie non viene descritta nessuna delle difficoltà quotidiane dell'essere genitori, e che Grogu non presenta nessun comportamento tipico dei bambini come i capricci, le urla incontrollabili che rappresentano per i genitori delle vere e proprie sfide mentali. Allo stesso modo, la serie ignora o non affronta molti dettagli genitoriali che rendono difficile la paternità, come ciò che mangia il bambino, quando lo fa dormire e se indossa i pannolini. Si tratta della realizzazione di un desiderio fantastico per genitori o futuri genitori perché il rapporto rappresenta una visione di genitorialità spogliata dei dettagli e delle specificità lasciando spazio solo agli archetipi: il genitore, il Bambino.
Il Bambino incontra altre figure protettrici durante la prima stagione, tra cui Omera, IG-11 e Peli Motto. Alcuni osservatori hanno criticato la serie per il fatto che il Mandaloriano lascia ripetutamente il Bambino da solo o nelle mani di relativi estranei, nonché per aver preso decisioni che mettono il Bambino in pericolo. Un esempio è nell'episodio Capitolo 6: Il prigioniero, quando consente ad una squadra di pericolosi mercenari di usare la sua nave mentre il Bambino è a bordo, mettendolo in pericolo. Un'interazione che il Mandaloriano ha con Peli Motto nell'episodio Capitolo 5: Il pistolero rappresenta una delle discussioni più evidenti sulle sfide della cura di Grogu. Peli Motto condanna anche il Mandaloriano per aver lasciato il bambino da solo sulla nave, dicendo: "Hai molto da imparare su come educare un bambino". Lo scrittore di ScreenCrush, Matt Singer, ha sostenuto che gli errori genitoriali commessi dal Mandaloriano rendono la serie molto più avvincente perché far errori è una gran parte dell'essere genitori. Eileen Chase di Today ha fatto eco a questo pensiero: "non è un genitore ideale, proprio come il resto di noi che deve bilanciare l'essere genitore con il lavoro".

## Bene e male, natura contro cultura
Le questioni del bene e del male e quella della natura contro cultura sono presenti in tutta la serie. Questi temi sono particolarmente accentuati quando per esempio Kuiil riprogramma IG-11 per trasformarlo da un droide cacciatore di taglie a una balia e droide protocollare per il Bambino. Anche dopo la riprogrammazione di IG-11, il Mandaloriano è convinto che egli in realtà non sia veramente cambiato, poiché convinto che ogni droide abbia la propria natura e che quella di IG-11 sia quella di uccidere, oltre al fatto di essere inaffidabile. Dopo la riprogrammazione di IG-11, Kuiil lo ha dovuto rieducare ed acculturare e lo ha anche aiutato a cambiare, questo ha fatto sì che acquisisse una nuova personalità. Kuiil ha insistentemente ripetuto al Mandaloriano che: "I droidi non sono né buoni, né cattivi: sono il semplice riflesso di coloro che li programmano." Keith Phipps di Vulture ha scritto di IG-11 e della questione natura contro cultura: "Non è cattivo. È solo stato programmato in quel modo, e con cura e pazienza avrà la possibilità di fare del bene nel mondo".
Le scene di Kuiil e IG-11 dimostrano anche che il modo in cui il personaggio de "Il Bambino" viene allevato comporta una differenza significativa nel fatto che egli diventi un bene o una minaccia per coloro che lo circondano. Il droide era un pericoloso assassino prima che Kuiil lo riprogrammasse, ma grazie alla genitorialità dell'ugnaught, diventa un protettore ed un aiutante. Alcuni critici hanno suggerito che il Bambino non è intrinsecamente buono o cattivo, ma che invece, come tutti i bambini, è impressionabile e non comprende appieno gli eventi che si verificano intorno a lui. Sta imparando a conoscere il mondo che lo circonda e ha bisogno di una guida mentre sviluppa le sue capacità. In gran parte spetta al Mandaloriano essere la guida, come quando gli impedisce di strangolare Cara Dune.
Tuttavia, molti critici si sono chiesti se gli atti violenti a cui il Bambino ha ripetutamente assistito abbiano un impatto negativo sul suo sviluppo, e che di conseguenza egli stia imparando a diventare violento. Phipps a tal proposito ha scritto: "quello sguardo di meraviglia negli occhi del Bambino mentre IG-11 uccide è esilarante, ma anche un po' agghiacciante". Una scena particolare nell'episodio Capitolo 7: La resa dei conti ha portato molti critici e fan a chiedersi se il Bambino possa mostrare tendenze malvagie. Durante una scena sull'astronave di Din Djarin, il Bambino osserva mentre il Mandaloriano e Cara Dune si impegnano in un'amichevole sfida a braccio di ferro. Durante la sfida, il Bambino usa la Forza per soffocare Cara, quasi strangolandola prima che il Mandaloriano intervenga. Durante tutto il franchise di Guerre stellari, quell'abilità è stata più comunemente associata al lato oscuro della Forza, in particolare a Dart Fener.
Sarah Bea Milner di Screen Rant ha scritto: "il momento è davvero scioccante - e abbastanza inquietante". Alcuni critici hanno notato che il Bambino probabilmente credeva erroneamente che il Mandaloriano fosse in pericolo ed interviene per aiutarlo. Inoltre, nello stesso episodio, il Bambino usa il potere di cura della Forza per salvare Greef Karga, un potere tipicamente associato al lato chiaro. Tuttavia, alcuni hanno suggerito che gli spettatori avevano sottovalutato l'eventuale lato oscuro del bambino perché appare esteticamente adorabile. I fan hanno ipotizzato che il Bambino potesse presentare una personalità falsa o usare la Forza per manipolare le persone affinché si prendessero cura di lui per garantire la sua sopravvivenza. Caitlin Gallagher di Bustle ha suggerito che piuttosto che rendere il Bambino malvagio, la storia potrebbe suggerire ai mandaloriani di trovare un ambiente meno violento per allevare il Bambino.